# Sauipe
Sauipe é um distrito do município de Mata de São João, no litoral norte do estado da Bahia, no Brasil. No local, há poucos moradores fixos, devido ao altíssimo custo das residências e pelo fato de quase toda a área estar preenchida por hotéis e resorts, que formam o maior complexo turístico do Brasil.

## Topônimo

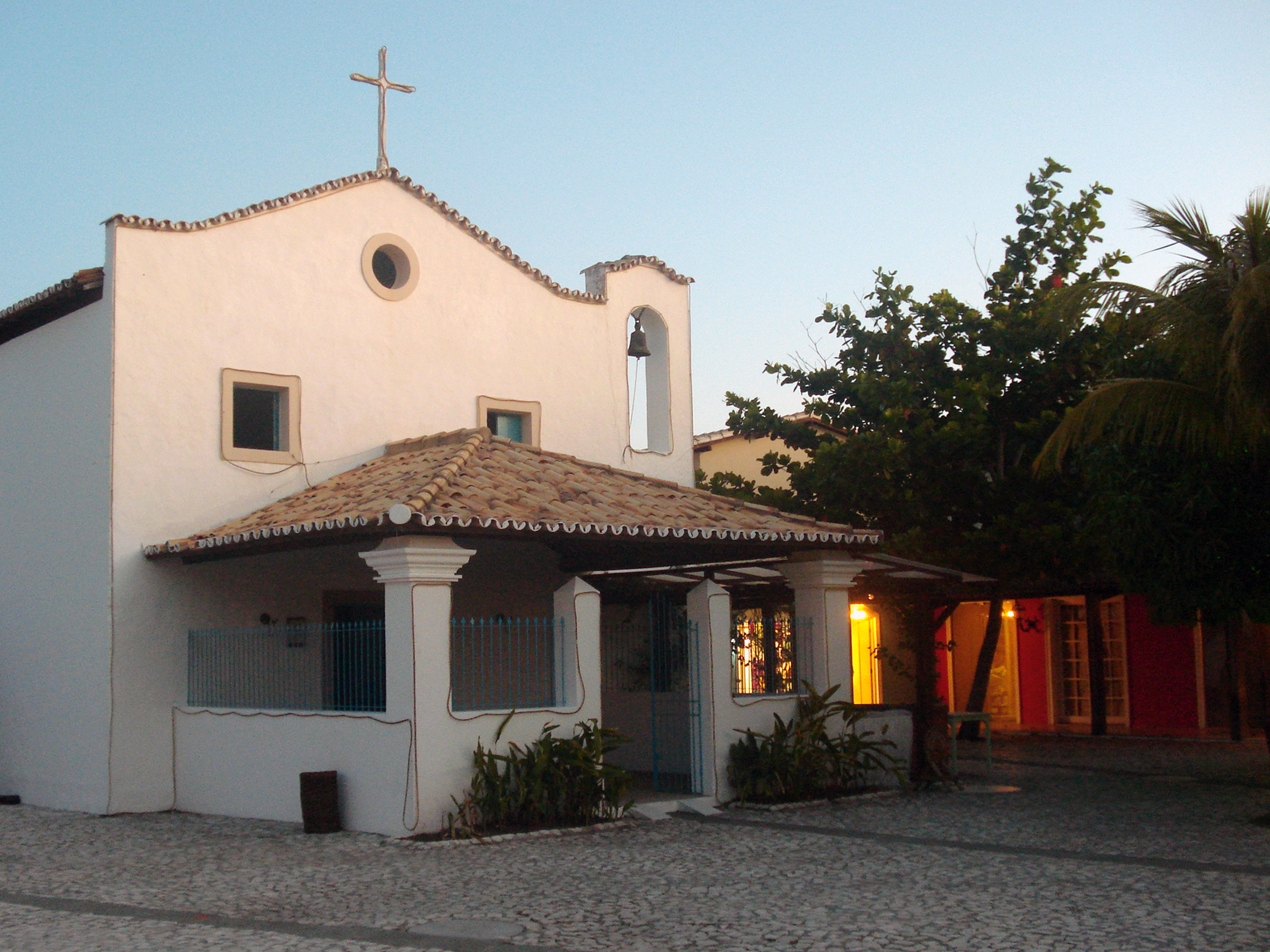
Capela na Vila Nova da Praia, em Sauipe

O nome do distrito é um referência ao rio homônimo local. "Sauipe" provém do termo tupi saûí'ype, que significa "no rio dos saguis" (saûí, sagui + 'y, rio + pe, em).
A grafia do distrito, conforme o padrão ortográfico da língua portuguesa firmado pelo Acordo de 1990, prescinde do acento agudo, uma vez que a palavra é um paroxítona cuja vogal tônica "i" ocorre após um ditongo. Apesar de divergente das normas ortográficas, é corrente a grafia acentuada em textos governamentais e empresariais.

## Costa do Sauipe
A Costa do Sauipe é um grande empreendimento turístico-hoteleiro da Costa dos Coqueiros composto por cinco hotéis e cinco pousadas. Estende-se por 176 hectares e está a 76 quilômetros do Aeroporto de Salvador. É atualmente administrado pelo Grupo Rio Quente Resorts.
O Complexo de hotéis da Costa do Sauipe, foi inaugurado no final do ano 2000, e na época passou a ser maior complexo turístico da América Latina, nos seus primeiros anos o complexo contou com resorts de luxo de grandes nomes internacionais como Renaissance, Marriott e Sofitel. Em 2009 após diversas mudanças com saídas e entradas de redes hoteleiras internacionais o complexo passou por uma grande transformação e foi unificado, todos os resorts e pousadas passaram a ser administrado por um único grupo, mas agora por um grupo nacional que também adotou novas estratégias, e investiu em um novo e menos elitista público-alvo, o de famílias com crianças pequenas, focando também muito mais no mercado nacional do que as administrações anteriores, investindo forte em atividades e estrutura de lazer para esse novo público-alvo. Após inicio com excelentes resultados mais uma vez o resort passou por dificuldades até ser adquirido em 2017 pelo grupo Rio Quentes Resorts, após 3 anos pode-se notar uma revigoração do empreendimento turístico-hoteleiro que voltou a ter crescimento na sua taxa de ocupação nesses últimos anos sob nova administração.

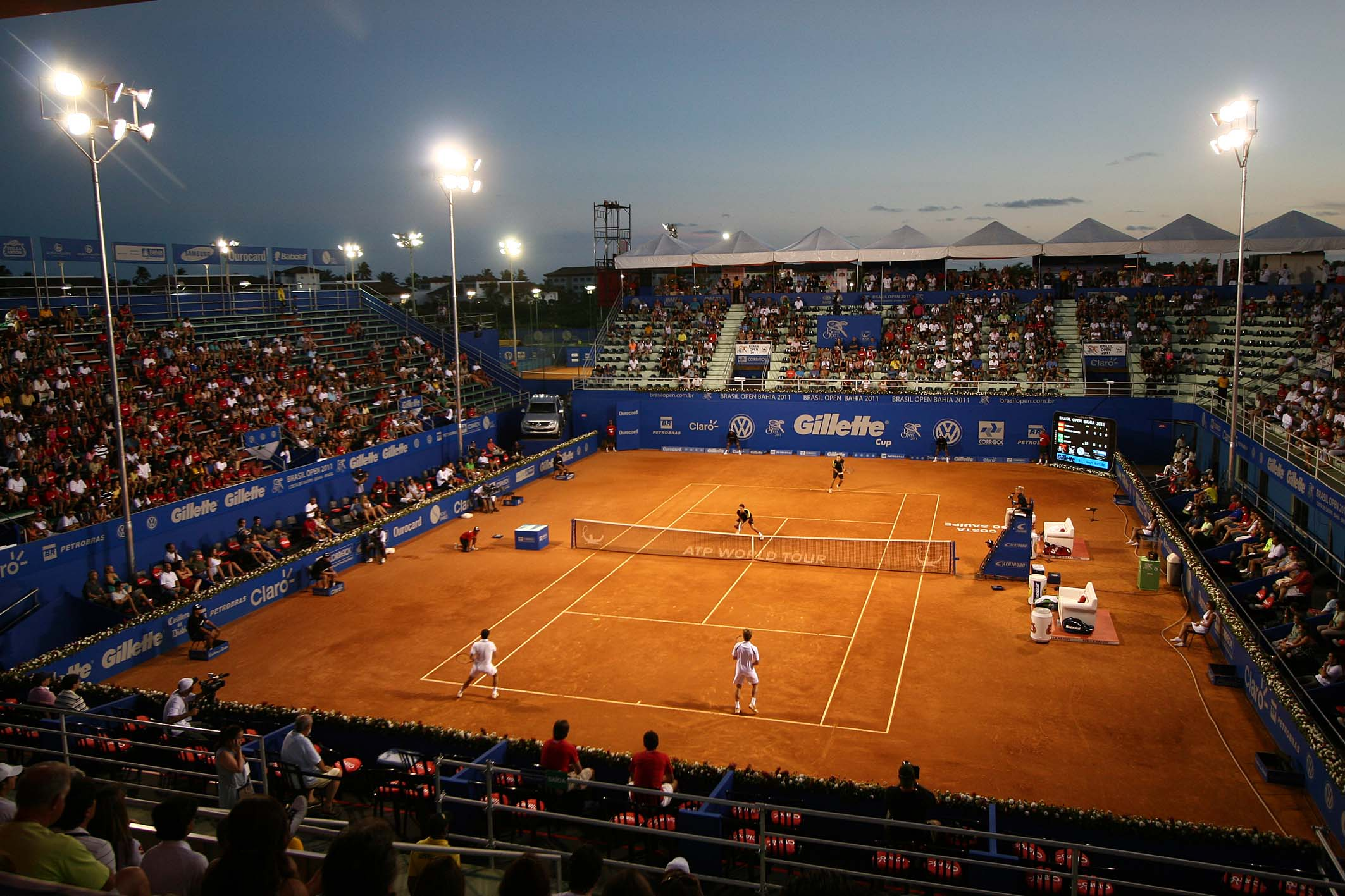
Jogo do Aberto do Brasil de 2011

Pelo porte, já recebeu eventos como o Brasil Open de Tênis (2001-2011), o Campeonato Mundial de Futebol de Areia de 2001, a XXXVI Reunião Ordinária do Conselho do Mercado Comum do Mercosul e o sorteio da Copa do Mundo FIFA de 2014.
Em 2024, o Centro Internacional de Formación en Gestión y Certificación de Playas classificou a praia da Costa do Sauipe como a 20.ª melhor praia do mundo a partir da avaliação de 126 locais dos litorais da Argentina, Brasil, Canadá, Colômbia, Cuba, Equador, Espanha, Guatemala, México, Nova Zelândia, Peru, Porto Rico e Venezuela.

## Parque Sauipe
Próximo ao complexo turístico, localiza-se o Parque Sauipe, o qual atrai pela biodiversidade do ecossistema da conjunção entre pequenos trechos de restinga e manguezal rodeados pela Mata Atlântica. Nos 66 hectares de parque, o ecoturismo também é possível com corredores camuflados para observação e fotografia, sem falar do mirante de 15 metros de altura.